# Cordia boissieri
Cordia boissieri är en strävbladig växtart som beskrevs av A. Dc.. Cordia boissieri ingår i släktet Cordia, och familjen strävbladiga växter. Inga underarter finns listade i Catalogue of Life.

## Bildgalleri

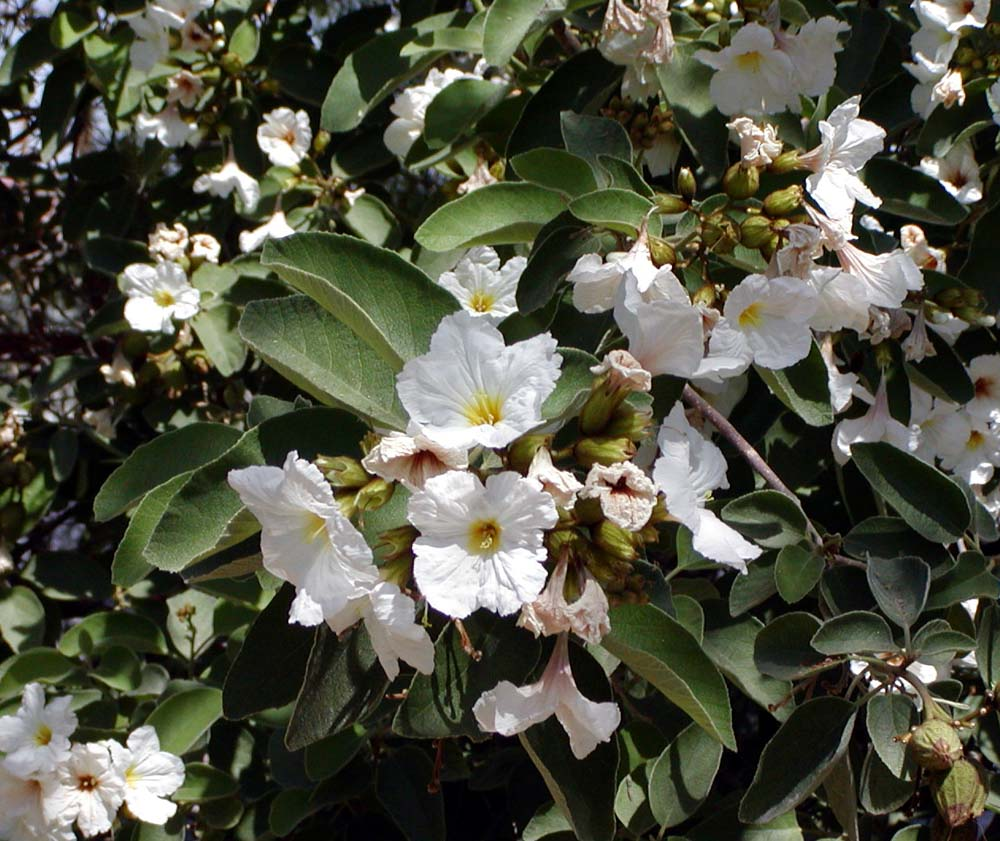